# Mobile Suit Gundam: Char's Counterattack
Mobile Suit Gundam: Char's Counterattack (機動戦士ガンダム 逆襲のシャア, Kidō Senshi Gandamu: Gyakushū no Shā) is een Japanse animatiefilm uit 1988 die deel uitmaakt van het Gundam-franchise. De film speelt zich af in de Universal Century-tijdlijn.
De film ging in première op 12 maart 1988 en is het laatste deel in de originele saga die begon in Mobile Suit Gundam. De film sluit qua verhaal aan op Zeta Gundam en
Gundam ZZ. De film is gebaseerd op een roman van Yoshiyuki Tomino.

## Verhaal
Het is het jaar UC 0093. Vijf jaar zijn verstreken sinds de eerste Neo-Zeon oorlog. De Federatie is hersteld van haar nederlaag en heeft een nieuw anti-koloniaal eliteteam opgericht dat moet afrekenen met de rebellen: Londo Bell.
Ondertussen komt elders in de ruimte Char Aznable eindelijk uit zijn schuilplaats. Hij beweert dat hij nu bevelhebber is van zijn eigen Neon-Zeon beweging. In tegenstelling tot de voorgaande Neon-Zeon-bewegingen wil Char de verhuizing van de mensheid naar de ruimtekolonies versnellen door op aarde een apocalyps te veroorzaken. Nu een nieuwe ruimteoorlog onafwendbaar lijkt, geeft de Aardse Federatie Londo Bell de taak om Cher tegen te houden.
De Neo-Zeon troepen komen al snel met de deal om zich over te geven in ruil voor de verlaten mijnkolonie Axis. Daarmee lijkt een oorlog afgewend, maar Londo Bells troepen denken daar anders over. Hun vrees blijkt gegrond wanneer de planetoïde waar de kolonie zich op bevindt opeens van koers verandert en recht op de aarde afgaat. Neo-Zeon wil de planetoïde blijkbaar laten neerstorten op aarde. Het komt aan op Amuro Ray en zijn RX-93 Nu Gundam om dit te verhinderen.

## Rolverdeling
| Acteur             | Personage       | Engelstalige versie |
| ------------------ | --------------- | ------------------- |
| Toru Furuya        | Amuro Ray       | Brad Swaile         |
| Shuichi Ikeda      | Char Aznable    | Michael Kopsa       |
| Hirotaka Suzuoki   | Bright Noah     | Chris Kalhoon       |
| Maria Kawamura     | Quess Paraya    | Jocelyne Loewen     |
| Nozomu Sasaki      | Hathaway Noah   | Bill Switzer        |
| Koichi Yamadera    | Gyunei Guss     | Kirby Morrow        |
| Yoshiko Sakakibara | Nanai Miguel    | Jenn Forgie         |
| Mitsuki Yayoi      | Chan Agi        | Nicole Leroux       |
| Shingo Hiromori    | Astonaige Medoz | Ty Olsson           |
| Akira Murayama     | Cameron Bloom   | David Mackay        |
| Fuyumi Shiraishi   | Mirai Noah      | Cathy Weseluck      |
| Mayumi Shou        | Cheimin Noah    | Alaina Burnett      |
| Shinobu Adachi     | Kayra Su        | Angela Hendricks    |
| Shunsuke Shima     | Adenaur Paraya  | Trevor Devall       |
| Keiko Han          | Lalah Sune      | Willow Johnson      |

## Achtergrond

### Einde
Aan het eind van de film lijken zowel Char als Amuro om te komen in hun laatste gevecht, maar dit is nog altijd een punt van discussie onder Gundamfans. De film biedt geen concrete bewijzen voor wat er nu precies met de twee is gebeurd. De stemacteur van Amuro, Tohru Furuya, gaf op de Anime Expo 2006 te weten dat hij van mening is dat Amuro nog leeft. In zijn romanversie van Char's Counterattack maakt Tomino echter duidelijk bekend dat de twee zijn omgekomen. Daar de roman echter op veel punten afwijkt van de film zijn veel fans van mening dat de personages in een toekomstige film of serie mogelijk terug kunnen keren.

### Productie
Char's Counterattack was de eerste Gundamfilm die in de bioscopen werd uitgebracht, en ook de eerste Gundamproductie die gebruik maakte van computeranimatie. In de Verenigde Staten werd de film voor het eerst uitgezonden op 4 januari 2003 op Cartoon Networks Adult Swim.
Yoshiyuki Tomino gebruikte voor de film de roman Beltorchika's Children als basis. Tomino was eigenlijk van plan het personage Char al terug te laten keren in de serie Gundam ZZ, maar zag hier vanaf toen hij groen licht kreeg voor de film.
Drie van de vier mecha-ontwerpers die meewerkten aan Char's Counterattack gingen later hun eigen animeseries regisseren: Hideaki Anno (Neon Genesis Evangelion), Yutaka Izubuchi (RahXephon) en Koichi Ohata (Burst Angel). Yoshinori Sayama bleef werken als ontwerper voor series als Patlabor, Cowboy Bebop en Izubuchi's RahXephon.
In 1998 werd er een mangabewerking gemaakt van de film.